# Jordan McLean

a Compétitions nationales et continentales officielles uniquement.

b Matchs officiels uniquement.
Jordan McLean, né le 10 août 1991 à Sydney (Australie), est un joueur de rugby à XIII australien évoluant au poste de pilier ou de troisième ligne. Il fait ses débuts en National Rugby League (« NRL ») avec le Storm de Melbourne lors de la saison 2013 avant de rejoindre en 2018 les Cowboys de North Queensland. Enfin il a également été appelé en sélection d'Australie dans le cadre de la Coupe du monde 2017.
Il a notamment remporté le titre de la NRL en 2017 avec Melbourne après y avoir été finaliste en 2016.

## Palmarès
- Collectif :
  - Vainqueur de la Coupe du monde : 2017 (Australie).
  - Vainqueur de la National Rugby League : 2017 (Melbourne).

- - Finaliste de la National Rugby League : 2016 (Melbourne).

### Détails en sélection
| Matchs internationaux de Jordan McLean sous les couleurs de l'Australie | Matchs internationaux de Jordan McLean sous les couleurs de l'Australie | Matchs internationaux de Jordan McLean sous les couleurs de l'Australie | Matchs internationaux de Jordan McLean sous les couleurs de l'Australie | Matchs internationaux de Jordan McLean sous les couleurs de l'Australie | Matchs internationaux de Jordan McLean sous les couleurs de l'Australie | Matchs internationaux de Jordan McLean sous les couleurs de l'Australie | Matchs internationaux de Jordan McLean sous les couleurs de l'Australie | Matchs internationaux de Jordan McLean sous les couleurs de l'Australie | Matchs internationaux de Jordan McLean sous les couleurs de l'Australie | Matchs internationaux de Jordan McLean sous les couleurs de l'Australie | Matchs internationaux de Jordan McLean sous les couleurs de l'Australie |
|                                                                         | Date                                                                    | Adversaire                                                              | Résultat                                                                | Compétition                                                             | Poste                                                                   | Points                                                                  | Essais                                                                  | Pen.                                                                    | Drops                                                                   |                                                                         |                                                                         |
| ----------------------------------------------------------------------- | ----------------------------------------------------------------------- | ----------------------------------------------------------------------- | ----------------------------------------------------------------------- | ----------------------------------------------------------------------- | ----------------------------------------------------------------------- | ----------------------------------------------------------------------- | ----------------------------------------------------------------------- | ----------------------------------------------------------------------- | ----------------------------------------------------------------------- | ----------------------------------------------------------------------- | ----------------------------------------------------------------------- |
| sous les couleurs de l'Australie                                        |                                                                         |                                                                         |                                                                         |                                                                         |                                                                         |                                                                         |                                                                         |                                                                         |                                                                         |                                                                         |                                                                         |
| 1.                                                                      | 27 octobre 2018                                                         | Angleterre                                                              | 18-4                                                                    | Coupe du monde                                                          | Remplaçant                                                              | 0                                                                       | 0                                                                       | 0                                                                       | 0                                                                       |                                                                         |                                                                         |
| 2.                                                                      | 3 novembre 2017                                                         | France                                                                  | 52-6                                                                    | Coupe du monde                                                          | Pilier                                                                  | 0                                                                       | 0                                                                       | 0                                                                       | 0                                                                       |                                                                         |                                                                         |
| 3.                                                                      | 11 novembre 2017                                                        | Liban                                                                   | 34-0                                                                    | Coupe du monde                                                          | Remplaçant                                                              | 0                                                                       | 0                                                                       | 0                                                                       | 0                                                                       |                                                                         |                                                                         |
| 4.                                                                      | 17 novembre 2017                                                        | Samoa                                                                   | 46-0                                                                    | Coupe du monde                                                          | Remplaçant                                                              | 0                                                                       | 0                                                                       | 0                                                                       | 0                                                                       |                                                                         |                                                                         |
| 5.                                                                      | 24 novembre 2017                                                        | Fidji                                                                   | 54-6                                                                    | Coupe du monde                                                          | Remplaçant                                                              | 0                                                                       | 0                                                                       | 0                                                                       | 0                                                                       |                                                                         |                                                                         |
| 6.                                                                      | 2 décembre 2017                                                         | Angleterre                                                              | 6-0                                                                     | Coupe du monde                                                          | Remplaçant                                                              | 0                                                                       | 0                                                                       | 0                                                                       | 0                                                                       |                                                                         |                                                                         |
| 7.                                                                      | 13 octobre 2018                                                         | Nouvelle-Zélande                                                        | 24-26                                                                   | Amical                                                                  | Pilier                                                                  | 0                                                                       | 0                                                                       | 0                                                                       | 0                                                                       |                                                                         |                                                                         |
| 8.                                                                      | 20 octobre 2018                                                         | Tonga                                                                   | 34-16                                                                   | Amical                                                                  | Pilier                                                                  | 0                                                                       | 0                                                                       | 0                                                                       | 0                                                                       |                                                                         |                                                                         |

### En club

#### Statistiques
| Saison | Club                     | Compétition           | Matchs | Points | Essais | Goals | Drops |
| ------ | ------------------------ | --------------------- | ------ | ------ | ------ | ----- | ----- |
| 2013   | Melbourne Storm          | National Rugby League | 14     | 4      | 1      | 0     | 0     |
| 2014   | Melbourne Storm          | National Rugby League | 16     | 12     | 3      | 0     | 0     |
| 2015   | Melbourne Storm          | National Rugby League | 15     | 0      | 0      | 0     | 0     |
| 2016   | Melbourne Storm          | National Rugby League | 21     | 0      | 0      | 0     | 0     |
| 2017   | Melbourne Storm          | National Rugby League | 20     | 0      | 0      | 0     | 0     |
| 2018   | North Queensland Cowboys | National Rugby League | 10     | 8      | 2      | 0     | 0     |
| Total  | Total                    | Total                 | 96     | 24     | 6      | 0     | 0     |